# Williams FJ44
Le Williams FJ44 compongono una famiglia di motori aeronautici turboventola, con doppio compressore, prodotti da Williams International/Rolls-Royce plc destinati al mercato dei business jet. Fino al recente aumento delle vendite di business jet di piccole dimensioni (Very Light Jet), la FJ44 è stata una delle più piccole turboventole disponibili per applicazioni civili. Anche se il progetto è formalmente della Williams International, la Rolls-Royce è stata coinvolta nello sviluppo, nella progettazione e nella produzione di una turbina raffreddata ad aria ad alta pressione per il motore. Il primo volo di un motore FJ44 è stato effettuato il 12 luglio 1988 su un Scaled Composites Triumph.
La Williams FJ33 è un motore più piccolo basato sulla stessa base della FJ44.

## Varianti
- FJ44-1A
- FJ44-1AP
- FJ44-1C
- FJ44-2A
- FJ44-2C
- FJ44-3A
- FJ44-3A-24
- FJ44-3AP
- FJ44-3ATW
- FJ44-4A
- FJ44-4M

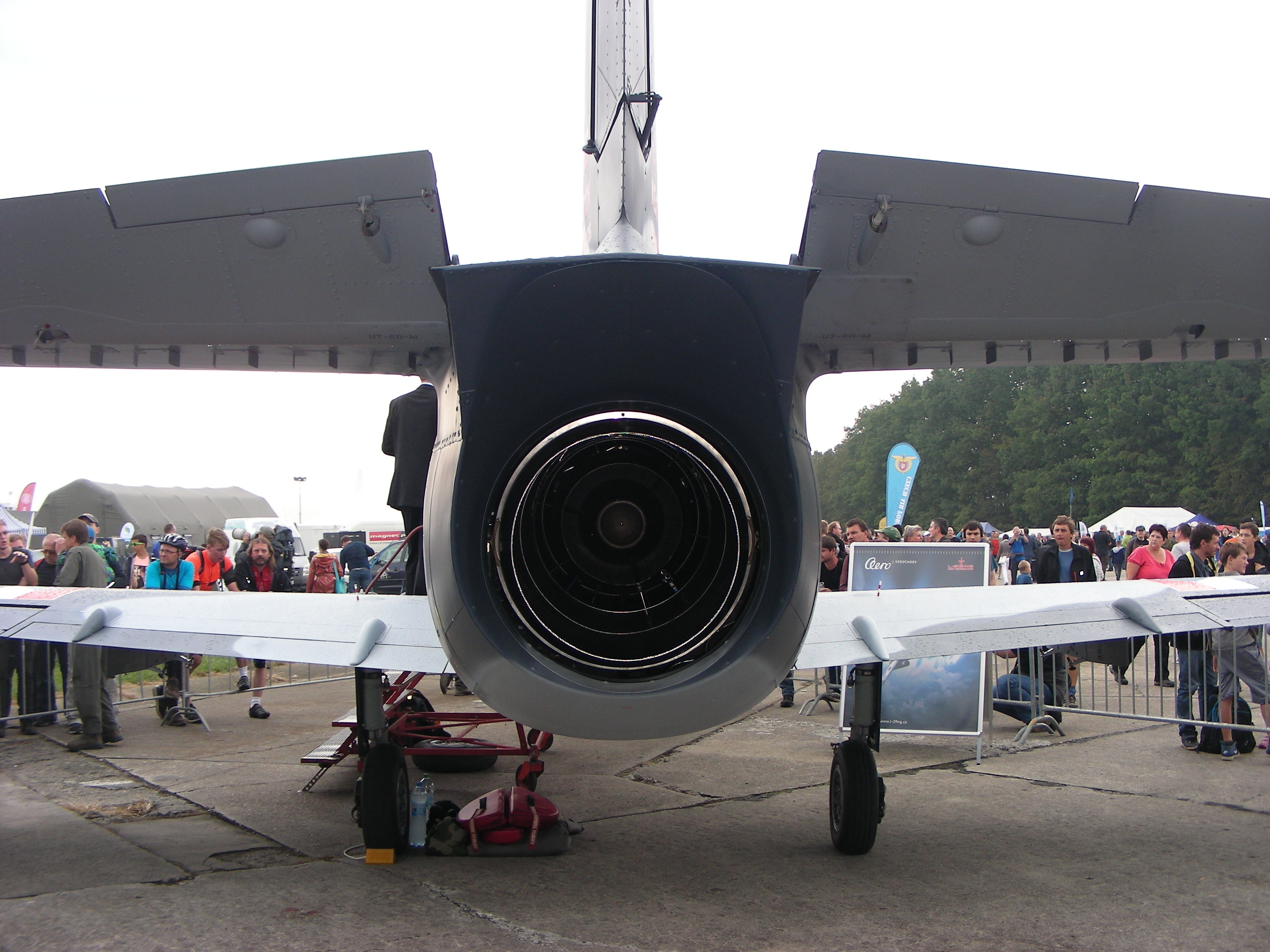
Versione FJ44-4M installata su un Aero L-39NG

- F129: designazione militare di una versione del FJ44 con una spinta di 6.672 kN.

## Velivoli utilizzatori

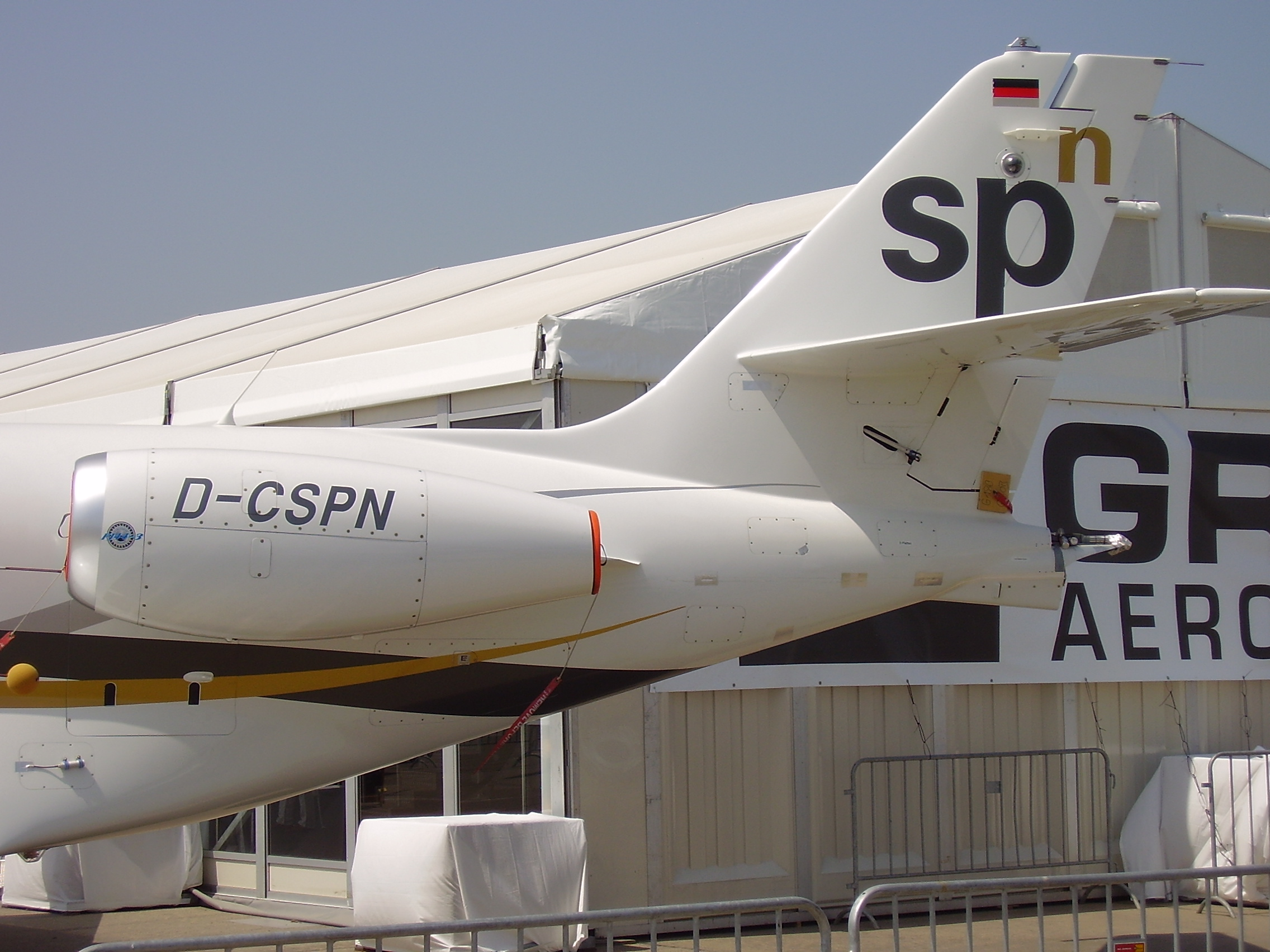
Parte posteriore di un Grob G180 SPn in cui è installata la versione FJ44-3A.

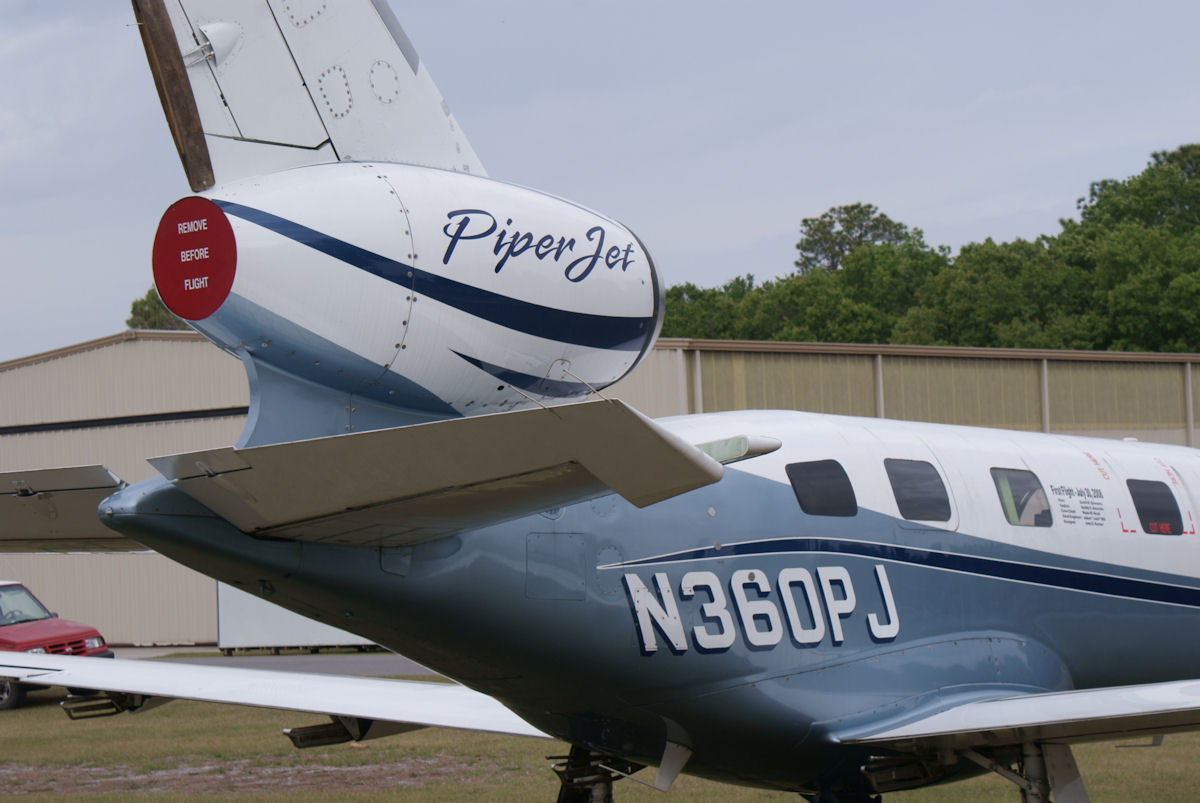
Parte posteriore di un Piper PA-47 PiperJet. In questo aereo il propulsore, una tuboventola Williams FJ44-3AP, è posizionato alla base dell'impennaggio.

- Aero L-39NG[1]
- Alenia Aermacchi M-345[2]
- Beechcraft Premier I
- Eviation Jets EV-20 Vantage Jet
- Cessna CitationJet[3]
- Grob G180 SPn
- Hawker 200
- Lockheed Martin RQ-3 DarkStar
- Lockheed Martin Polecat
- Pilatus PC-24[4]
- Piper PA-47 PiperJet[5]
- Piper PiperJet Altaire
- Saab 105[3]
- Scaled Composites Proteus
- Scaled Composites Triumph
- SyberJet SJ30
- Virgin Atlantic GlobalFlyer
- Cessna 526 CitationJet